# Whitewater (fleuve de Nouvelle-Zélande)
Pour les articles homonymes, voir Whitewater.
Le fleuve Whitewater  (anglais : Whitewater River) est un cours d’eau de la région du Fiordland, dans l’Île du Sud de la Nouvelle-Zélande, dans la région de Southland.

## Géographie
Il s’écoule vers l’est dans « George Sound ».